# マヌ法典
『マヌ法典』（マヌほうてん、サンスクリット語: मनुस्मृति）、『マーナヴァ・ダルマ・シャーストラ』は、ダルマ・スートラ（律法経）文献を改編・編纂して作成されたダルマ文献（法典）で、古典サンスクリット語に極めて近い言語の韻文で書かれている。前200年から200年頃にほぼ現在の形になったと考えられている。
インドにおける、人間が人生において追及すべき目的や義務、価値基準プルシャ・アルタのひとつであるダルマ（法）を説く代表的教典である。4つのヴァルナを天与のものとして説き、これを基礎とした規範などが体系化され、ヴァルナ、カースト制度の教義的根拠となった。後代に多大な影響を与えた。

## 概要
『マヌ法典』はそれまでのダルマ・スートラに対し新しいタイプの文献であり、ダルマ・シャーストラ（ヒンドゥー法典）と呼ばれる。ダルマ・スートラはスートラによって書かれたが、『マヌ法典』をはじめとするダルマ・シャースートラは、『マハーバーラタ』や『ラーマーヤナ』と同じ、古典サンスクリット語に極めて近い言語による、韻文を二行詩とするシュローカ体によって書かれた。『マヌ法典』は「人類の始祖マヌの伝承」を意味し、世界の創造主ブラフマーの息子で人類の始祖とされる神話的人物マヌによる伝承、教えという体裁を取っており、12章、1342詩節、2685詩句からなる。前6世紀から前2世紀に書き継がれたダルマ・スートラ文献を引き継ぎ、およそ紀元前2世紀から2世紀の間に編纂されたと考えられているが、成立年代の説得力のある証拠はない。
ダルマは行動規範、社会的・宗教的義務を意味している。冒頭では、ダルマは世界の全て、存在する人間全てを支配すると宣言され、語られるダルマの権威と普遍性を決定的なものにしようという作者の決意がうかがえる。ダルマが漢訳仏典で「法」と訳されたため、『マヌ法典』と訳され、そのため法律書と誤解されがちであるが、法律書よりはるかに幅の広い行動規範が説かれている。全体的に見てヒンドゥー教の百科全書的な内容となっており、ヒンドゥー世界特有の社会制度、法律、倫理道徳体系の原型といえる。聖仙が叙述したとされるスムリティ（聖伝）の中でも特に高い地位を占めており、第二期のスムリティの最古の作品である。形式・内容の完成度が高く、また格調高いことから、ダルマ・シャースートラとして不動の地位を築き、『マヌ法典』に依拠しつつ構成を一変させた『ヤージュニャヴァルキヤ法典』と共に、最も重要なダルマ・シャースートラとなり、その後のヒンドゥー教世界の聖典となった。
禁欲苦行主義の台頭で正統的な家中心の社会が揺らぐ状況を受け、伝統的な社会秩序と生き方の見直し、強化が必要とされており、『マヌの法典』は、ヴェーダに精通し伝統世界の旗手であったバラモンのエリート層（ヴェーダ学派）によって作成された。4ヴァルナそれぞれに特有の社会機能を定め、人間本来の聖なる正しい生き方・あり方を具体的に規定して行動規範とすることで、社会を再編することが目指されている。宗教的・社会的規範を述べており、バラモン（ブラーフマン）・クシャトリヤ・ヴァイシャ・シュードラの4つのヴァルナを基礎とした村落生活や生活規範などが体系化されている。ヴァルナ体制を、創造主による世界創造の一環として神意によって創られたものとし、ヴァルナ体制に神的な権威付けを行ったが、これは『マヌ法典』の独創であり、ダルマ・スートラには見られない。シュードラは上の階級に妬むことなく奉仕することを義務とし、ヴァルナの差別とバラモンとクシャトリヤの社会的特権の堅持、特にバラモンの特権的地位が強調され、社会的機能を果たす固定的身分制社会ヴァルナ・アーシュラマ体制の確立が目指されている。『マヌ法典』は19世紀半ばまで、正統世界の行動規範としての役割を果たし続けた。またダルマ文献としては初めて、人生はこの世と死後の運命を含むという業（カルマ）・輪廻の思想が積極的に取り入れられており、善行はこの世と死後の至福をもたらし、悪行は滅亡、地獄あるいは劣等な生まれ変わりの報いがあるという善因善果・悪因悪果の鉄則は、人々にダルマを積極的に守らせ、罪を戒めるために非常に有効であったと考えられる。ダルマの語義としては、おそらく業・輪廻思想の影響を受け、新たに「功徳をもたらす行為」、「功徳」そのもの、ここから派生して「徳」「義」を意味するようになっており、本来的な生き方・正しい生き方の実行が常に功徳をもたらすと考えられたためと思われる。
バラモンは神などの超越的な存在と関わる祭式に携わるため、清浄の保持が不可欠であり、『マヌ法典』には浄・不浄の具体的な内容が記載されている。異民族に対する不浄（アシュッダ）の意識があり、被征服民であるシュードラがヴェーダを学習すること、祭式に参加すること、上位階級と共に食事をすることを禁じ、社会的・文化的活動を制限した。女性に対する態度は矛盾しており、妻を敬うべきとすると同時に、女性は男性を堕落させ悪の道に導くとして徹底的に貶め、男性（父・夫・息子）への服従を義務とし、この三従の教えは長年女性の権利を阻むものとなった。『マヌ法典』で説かれた社会的役割は固定化されてカースト制度として存続し、ヴァルナ、カースト制度の教義的根拠となった。法規定は詳しく体系化されたが、分量的には全編の4分の1程度である。7-9章は、インドにおいて法律的要素を体系化する最初の試みとなっている。
『マヌ法典』はそれまでのダルマ・スートラに比して王権関係の記述が一挙に40％近くに増えており、王権関係の記述に大きな比重を割くことが顕著な違いとなっている。王の行動に関する部分は、目的と目的実現のための様々な手段を論じるアルタ伝承（成立は2世紀というのが通説）から取り入れたもので、これはバラモン・グループの外の知識である。
マックス・ウェーバーは、『マヌ法典』は『マハーバーラタ』の最後の部分よりさらに後の時代ものだと考えている。ウェーバーやマックス・ミュラーは、『マヌ法典』の韻文の部分は、散文で書かれた古い論文を後に翻訳したもので、それは黒ヤジュル・ヴェーダのマイトラーヤニーヤ派のマーナヴァ派に属する作品だと考えている。

## 構造
6世紀以降に様々な注釈書が作られ、それを通して目次、内容区分が確立していった。一番多く通用しているのが13世紀頃のクッルーカ（Kullüka）が作った注釈書あり、こうした土着伝承による12章区分内容は次の通りである。井狩彌介は、非常に複雑に感じられる区分分けと評している。
主題の切れ目に当たる詩句に注目して組み直した内容一覧は次の通りである。全体が4つに大別される。

### 内容
次の解説の章分けは、土着伝承による12章区分に沿っている。
- 第1章：世界の創造が説かれる。一劫（43億2000万年）周期で創造と破壊を無限に繰り返す周期的世界観。4身分とそれぞれの職能（ヴァルナ）は神によって創られたものとされ、バラモンに特権的地位が与えられ権威付けられている[5]。
- 第2章から第10章：4身分とそれらの混血によって生まれた諸集団の生き方が説かれ、バラモンとそれに準じる王（クシャトリヤ）という二つの支配層の生き方に重点が置かれている[5]。2-6章では男性の理想的な人生サイクルとされる四住期（学生期・家住期・林住期・遍歴期）を中心に、各種の通過儀礼や日常の行事、祖先祭祀が説かれる[5][4]。7-9章は国王の権力と義務、民法、刑法、婚姻法、相続法などの訴訟、裁判手続きが論じられている[5]。9章の終末部から10章にかけてのみ、二支配層以外の身分の人々の職能に単純に言及されている[5]。
- 第11章：罪の除去[32]（プラーヤシュチッタ（英語版））の規定。清浄を保つことを重視し、浄・不浄を厳しく切り分けるバラモンの伝統的思考を受け継ぎ、社会に再び受け入れられるために罪や穢れ（āśauca、アーシャウチャ）[注釈 5]の浄めを行うことの不可欠さが強く説かれる[21][34]。
- 第12章：業（カルマ）、輪廻転生、解脱に関する議論。善行を積む者にこの世と来世での至福や天界への転生を約束し、悪行をなす者は地獄や下等な転生をすると警告する[25]。

### 四住期
インドでは古くから、人は生まれながらに、この世を創造してくれた神々への債務、人倫の道を説いてくれた聖仙への債務、我々をこの世にもたらしてくれた祖霊への債務という3つの債務（リナ、Rna）を負っており、返済しなければならないと考えられており、その返済方法は、供儀・礼拝、ヴェーダの学習と次世代への伝達、子孫を作ることである。ウパニシャッド時代に、家庭に留まって伝統的な祭祀を行うことを拒み出家遊行して自由な環境で思索を行う出家遊行主義が出現し、『マヌ法典』に先行するダルマ・スートラでは、学生期のあとは家住期・林住期・遍歴期のどれに入ってもよく、死後天界に行けるとされた。ダルマ・スートラの時代には四住期という考え方はなく、この制度は紀元前後に成立しており、 文献としては『マヌ法典』に初めて見られる。
『マヌ法典』は供儀・礼拝、ヴェーダの学習と次世代への伝達、子孫を作ることを重要不可欠とする伝統的ブラフマニズムの人生観を強く持ち、学生期・家住期・林住期・遍歴期を順に並べて、伝統的価値を追求し子孫を作る家住期を必ず通過すべき人生の段階とし、出家遊行主義と家長主義を折り合わせた。四住期の期間中にダルマ、アルタ、カーマの人生の三目的プルシャ・アルタを得て、最終的には解脱に達することが究極の目標とされた。
『マヌ法典』に書かれた四身分の職務や使命は次の通りである。
家長以外の四住期の生活は家長に支えられているという理由で、家住期が最も優れているとされた。バラモンの学生期・家住期にかけて行う様々なサンスカーラ（通過儀礼、浄法）が詳細に説かれており、伝統的価値追及の生活を重視する考えが表れている
宮本久義は『マヌ法典』の四住期について、「禁欲主義的理想の台頭になんとかはどめをかけようとする『マヌ法典』の作者たちの意図がうかがえる。」と述べており、『マヌ法典』の研究者の渡瀬信之は「禁欲的価値を追求するべき林住期・遍歴期を、老後の生き方にすり替えた」ものと考えている。

### 浄・不浄
『マヌ法典』の記述によれば、古代インドにおいて清浄を保つことは、不殺生、真実、不盗、感覚のコントロールとともに、四身分に共通の正しいダルマであり、これを守ることは現世における永遠の幸福獲得につながり、究極的には輪廻を脱し天界に達する成就の要件であった。不浄は、誕生（両親の罪を受け継ぐ）や、死、罪を犯すなどの特定の行為によってもたらされるとされ、こうした穢れは、その内容に応じて、一定の期間を置き、浄めを行うことで除去可能と考えられていた。浄めには様々な手段があるが、日常生活における朝夕の儀礼サンディヤーや、外的要因による穢れや罪に対しては沐浴・ヴェーダの低唱・苦行などが代表的である。浄めに関する複雑な規定は、長く続く安定した社会を背景に構築されたもので、ヴァルナ間の差異を拡大し、ヴァルナ体制をより堅固にすることに寄与しており、インドの階級社会の閉鎖性・排他性を象徴している。
誕生による罪は最終的に、上位三ヴァルナの男性が再生族になる入門式によって完全に除去され、そのため第二の誕生と呼ばれた。バラモン中心の男性社会であり、女性だけでなく子供の社会的な地位も低く、上位三ヴァルナの男子も入門式まではシュードラと同格で、ヴェーダを唱えることは許されなかった。
浄・不浄の設定・価値観は各ヴァルナで同じではなく、浄めの儀式や不浄の期間などの規定は異なっている。特に上位三ヴァルナとシュードラとの格差は明白であり、シュードラは常に不浄とされ、ヴェーダを唱えることも聞くことも許されなかった。これはインドに侵入し征服したアーリヤ人と征服された先住民の関係を反映していると考えられる。穢れは伝染するので、本来的に不浄とされる人に触れたりすることでも穢れる（触穢）とされ、生まれつき不浄なシュードラは毎月頭を剃り、再生族（上位3ヴァルナ）の残飯を食すことと定められていた。チャンダーラ（古代インドにおける賤民）、月経中の女性、パティタ（patita、カースト集団から追放された者）、産後10日未満の女性、死体、彼らに触れた者に触れた場合、沐浴（スナーナ）によって浄められるとされている。
人体からの排泄物や分泌物、シュードラなどが無条件で不浄とされる一方、祖霊、王（インドラの座に世界の八守護者の姿を持つとされた）、誓戒を実施中の学生、職人の手、女性の口などは本質的に清浄とみなされた。クシャトリヤが定められたダルマに従って戦い、戦闘中に武器で殺された場合、その供犠は即座に成就するとされ、戦士が戦場で死ぬことは美徳とされた。

#### 付着物としての罪とその除去
古代インドでは、罪は穢れと同一視されており、実体視されている。罪やその他の穢れによって不浄となった者は、社会的な権利、義務、能力を剥奪され、死後の至福をも失うとされ、罪・穢れの除去、浄めは絶対不可欠であった。罪は実体ある一時的な付着物とみなされ、罪を犯すという逸脱行為によって、罪を犯した者に罪が穢れとして付着し、汚染され不浄となった場合、罪を浄める儀式プラーヤシュチッタ（Prāyaścitta）により、罪を犯すことで付着した穢れ・不浄を取り除き、本来の社会的地位から落ちてしまった状態からダルマ世界（社会）に復帰することが求められた。
プラーヤシュチッタ（罪の除去）の訳語は、日本語では贖罪、英語では penance（罪の償いとしての苦行、告解、悔悛、後悔）、atonement、expiation（罪の償い、罪滅ぼし）等だが、プラーヤシュチッタには悔い改めといった精神的な意味はなく、ダルマ文献に罪を「償う」「贖う」という観念は見られない。

#### バラモンの特権的扱い
『マヌ法典』で罪は、大罪と準大罪に大別され、多くの具体的な罪とその除去の方法が説明されており、バラモン殺し、スラー酒を飲むこと、黄金泥棒、グル（師と父）の妻とセックスすること、これらの罪を犯した者たちと交際することの5つが大罪とされた。上位三ヴァルナのうちバラモンが絶対的な特権を持っており、バラモン殺しが最も重罪とされ、それが意図的な殺人である場合は一生穢れを除去することはできないとされた。一方、バラモンが大罪を犯した場合、王は死を命じることはできず、バラモンの殺人罪は、殺した相手の身分が低くければそれだけ軽くなる。

### 王権の重視とダルマ思想の変化
現存のダルマ・スートラ文献のなかで最も古い『アーパスタンバ・ダルマスートラ』では、バラモンの行為規範を中心に述べられており、他の3つのヴァルナについては直接触れておらず、王の行動についても非常に短い記述しかないが、『マヌ法典』は王の行動についての記述が大幅に増えている。『マヌ法典』では「バラモンとクシャトリヤはこの世でもあの世でも結合した時に繁栄する」と説かれ、それまでの狭い祭式学派の作法書から社会の規範へと内容が拡大している。ダルマ思想がしだいに社会規定に重点を置くようになり、それに伴い社会秩序を維持する権力である王権が重要になったことが読み取れる。司法に関する主題は、ダルマ・スートラにも、『アルタ・シャーストラ』（実利論）にも典拠が見つからず、渡瀬信之は「『マヌ法典』による作者の開拓分野とみなされてよい」と述べている。王権を中心として成立した学問であるアルタ伝承を、祭式伝承を中心として発展してきたダルマ伝承に取り入れて融合させたことで、ダルマの概念が元来のものから拡大されていった。
王権とそれに関わる行政や司法の領域を大幅に取り入れた理由として、井狩彌介は、都市部を中心に勢力を持った仏教などの、ヴェーダ祭式宗教の立場から見ると異端のシュラマナ台頭へのバラモンの危機感や、中央アジアからに進出してきたサカ族などの異民族集団が北西インドに定着し、彼らが北インド平原を広く支配する時期が続いたことで、バラモンとクシャトリヤが組んでインドを支配するという従来のやり方が脅かされる状況へのバラモンの危機感を挙げている。また井狩は、「王の行動の記述につながる導入部分に、ブラーマン（バラモン）階級の行為規範が綿密に書かれている点については、法典の作者であるブラーマンの、王権に限定をつけようという意図が見られる」と指摘している。

### 女性観・夫婦観
女性に対しては相矛盾する態度が見られ、妻は家に幸運をもたす光明と考え敬うべきとし、妻に夫と共に神々や祖霊に儀礼を行い献身的に奉仕するよう求めると同時に、「この世で男を堕落させることが女の本性である。それゆえに賢者たちは女に心を許さない。」「女たちは、この世において愚者のみか賢者をも愛欲と怒りの力に屈服させ、悪の道に導くことができる。」等と説いて徹底的に貶め、その自立性を一切認めず、服従を義務としている。「幼いときは父の、若いときは夫の、夫が死んだときは息子の支配下に入るべし。女は独立を享受してはならない。」という三従の思想は、その後長きにわたり女性の諸々の権利を阻むこととなった。
男性は自分と同等か自分より低いヴァルナの女性との結婚ができるが、自分より高いヴァルナの女性との結婚は許されなかった。
また、男性は妻を亡くした場合すぐ再婚することが勧められるが、女性は再婚が厳しく禁止され、死者のように暮らすことが義務とされた。

### 先住民の奴隷・妾と混血
当時のインドのアーリア人社会には、家族という血族集団より広いクラ（Kula、眷属）の概念があり、このクラには男性の奴隷のダーサやプルシャ、女性の奴隷のダーシーやプルシーが含まれた。彼らはアーリア人に征服された先住民であり、ダーシーやプルシーは妾であったことがわかり、プルシーはバラモンに布施として贈られていた。女奴隷との間に子供を持つことで、アーリア人と先住民の混血が生じ、『マヌ法典』はこうした混血種を列挙しバラモンを頂点とするヒエラルキーを説いている。クラの構成員のうち血族でないものはグリヒータ（受け入れられた者）と呼ばれており、『マヌ法典』における「家に於いて生まれた者」とは、女奴隷とグリヒータの間に生まれた子（奴隷の間の子ども、いわゆる釜子）だと考えられている。『マヌ法典』で説かれたヒエラルキーの構成では、家長と妾の女奴隷との間の子は奴隷として扱われておらず、奴隷の間の子と妾の女奴隷の子は扱いが異なる。

## 後世への影響
長い間インドで尊重され、ヒンドゥー教の成立後もその根本法典的な地位を占めた。理念的で文学的、加えて教訓的な要素も多く、インド人の生活のみならず、インド人の内面部分、精神部分にまで深く根ざすなど、その影響力は計り知れない。インドでは19世紀半ばまで、正統世界の行動規範であった。
インドでは社会体制の変化に伴い、ヤージュニャヴァルキヤ法典（6世紀頃）等の同様の文献が作られたが、『マヌ法典』が常にそのベースとなっている。司法部門は『マヌ法典』以降、ダルマ文献の最も重要なテーマの一つとなっており、『マヌ法典』を源とするダルマ文献の司法分野は、12世紀以降に法律書へと発展していった。ヒンドゥー文化とともにビルマ・インドネシア・カンボジアなど東南アジアに伝わり、その諸法典にも大きな影響を与えた。
イギリス支配下のインドにも多大な影響がみられる。宗主国イギリスによるインド（イギリス領インド帝国）統治では、司法はインド固有の法律に則ることが定められ、ダルマ・シャースートラの中の司法の部門、各地域で編纂された注釈書ダルマニバンダが、ヒンドゥー教の実定法として係争解決に用いられた。このヒンドゥー法の制度は様々な問題があり、1864年に終了したが、これにより紀元前6世紀から2000年以上続いたダルマ・シャースートラの役目も終了した。

## 日本語訳
- 渡瀬信之訳注 『マヌ法典 - サンスクリット原典全訳』（中公文庫、1991年）
  - 改訂版 『マヌ法典』（平凡社〈東洋文庫〉、2013年）
- 田辺繁子訳 『マヌの法典』（岩波文庫（解説辻直四郎）、1953年）、復刊1990年・2021年ほか、英訳を基にした文語体訳
- 中野義照訳註 『マヌ法典』（日本印度学会、1951年）